# 松塞尔韦拉
松塞尔韦拉（西班牙语）是西班牙巴利阿里群岛的一个市镇。总面积43平方公里，总人口9432人（2001年），人口密度219人/平方公里。